# Stephen Parry (homme politique)
Pour les articles homonymes, voir Stephen Parry et Parry.
Stephen Parry, né le 31 octobre 1960 à Burnie en Tasmanie, est un homme politique australien.

## Carrière professionnelle
Après des études à l'Académie de Police de Tasmanie, il devient officier de police en 1977, et inspecteur de police de 1983 à 1986. Ayant obtenu un diplôme de sciences mortuaires à l'Institut australien de services funéraires, il est directeur d'entreprise de pompes funèbres de 1986 à 2004, et travaille comme embaumeur de 1995 à 2004. De 2000 à 2004, il est directeur de la chambre de commerce de Tasmanie, et, de 2001 à 2003, président national de l'Association australienne des directeurs de pompes funèbres.

## Carrière politique
Il s'engage au Parti libéral (centre-droit) en 1980. Il est élu au Sénat australien, représentant la Tasmanie, lors des élections législatives fédérales de 2004. De juillet 2007 à juillet 2011, il est le chef whip des Libéraux au Sénat, chargé de veiller à ce que ses collègues suivent la ligne du parti. Le 4 juillet 2011, il devient vice-président du Sénat. Les sénateurs l'élisent président du Sénat le 7 juillet 2014.